# 房钟之战
房钟之战，公元前536年（周景王九年，鲁昭公六年，楚灵王五年，吴王馀眛八年），在吴楚交兵中，吴国在房钟击败楚国的作战。
前536年，徐国太子仪楚到楚国聘问，楚灵王想要将他囚禁，仪楚逃回徐国。楚灵王怕徐国背叛，派薳泄进攻徐国。吴国救援徐国。令尹子荡率军进攻吴国，在豫章出兵而驻扎在乾溪。吴国在房钟（今安徽省凤台县西北）击败了令尹子荡的军队，俘虏了宫厩尹弃疾。子荡归罪于薳泄，于是杀了他。